# Maury City
Pour les articles homonymes, voir Maury.
Maury City est une municipalité américaine située dans le comté de Crockett au Tennessee.
Selon le recensement de 2010, Maury City compte 674 habitants. La municipalité s'étend sur 1,13 mille carré (2,93 km2).
Fondée en 1876, Maury City devient une municipalité en 1911.